# ATP Challenger Fargʻona
Das ATP Challenger Fargʻona (offizieller Name: Fergana Challenger) war ein 1996 sowie zwischen 2000 und 2019 jährlich stattfindendes Tennisturnier in Fargʻona. Es war Teil der ATP Challenger Tour und wurde im Freien auf Hartplatz ausgetragen. Raven Klaasen gelangen mit drei Siegen im Doppel die meisten Titel des Turniers.

## Siegerliste

### Einzel
| Jahr                         | Sieger               | Finalgegner           | Ergebnis        |
| ---------------------------- | -------------------- | --------------------- | --------------- |
| 2019                         | Emil Ruusuvuori      | Roberto Cid Subervi   | 6:3, 6:2        |
| 2018                         | Nikola Milojević     | Enrique López Pérez   | 6:3, 6:4        |
| 2017                         | Ilja Iwaschka        | Nikola Milojević      | 6:4, 6:3        |
| 2016                         | Radu Albot (2)       | Konstantin Krawtschuk | 6:4, 6:2        |
| 2015                         | Teimuras Gabaschwili | Alexander Kudrjawzew  | 6:2, 1:0 aufgg. |
| 2014                         | Blaž Kavčič          | Alexander Kudrjawzew  | 6:4, 7:68       |
| 2013                         | Radu Albot (1)       | Ilija Bozoljac        | 7:69, 6:73, 6:1 |
| 2012                         | Yuki Bhambri         | Amir Weintraub        | 6:3, 6:3        |
| 2011                         | Dudi Sela            | Greg Jones            | 6:2, 6:1        |
| 2010                         | Jewgeni Kirillow     | Zhang Ze              | 6:3, 2:6, 6:2   |
| 2009                         | Lukáš Lacko          | Sam Groth             | 4:6, 7:5, 7:64  |
| 2008                         | Pavel Šnobel         | George Bastl          | 7:5, 6:3        |
| 2007                         | Antony Dupuis        | Pawel Tschechow       | 6:1, 6:4        |
| 2006                         | Danai Udomchoke      | Alexander Peya        | 6:0, 6:2        |
| 2005                         | Lu Yen-hsun          | Danai Udomchoke       | 6:1, 7:63       |
| 2004                         | Igor Kunizyn         | Prakash Amritraj      | 6:4, 7:5        |
| 2003                         | Tuomas Ketola        | Louis Vosloo          | 6:2, 6:3        |
| 2002                         | Wang Yeu-tzuoo       | Tuomas Ketola         | 6:3, 6:1        |
| 2001                         | Ivo Heuberger        | Fredrik Jonsson       | 4:6, 7:5, 6:2   |
| 2000                         | Uladsimir Waltschkou | Igor Kunizyn          | 4:6, 6:0, 6:4   |
| 1997–1999: nicht ausgetragen |                      |                       |                 |
| 1996                         | Stéphane Simian      | Noam Behr             | 7:6, 7:6        |

### Doppel
| Jahr                         | Sieger                                | Finalgegner                                | Ergebnis            |
| ---------------------------- | ------------------------------------- | ------------------------------------------ | ------------------- |
| 2019                         | Evan King Hunter Reese                | Nikola Čačić Yang Tsung-hua                | 6:3, 5:7, [10:4]    |
| 2018                         | Iwan Gachow Alexander Pawljutschenkow | Saketh Myneni N. Vijay Sundar Prashanth    | 6:4, 6:4            |
| 2017                         | N. Sriram Balaji Vishnu Vardhan       | Yuya Kibi Shūichi Sekiguchi                | 6:3, 6:3            |
| 2016                         | Yannick Jankovits Luca Margaroli      | Toshihide Matsui Vishnu Vardhan            | 6:4, 7:64           |
| 2015                         | Sjarhej Betau (2) Michail Jelgin      | Denys Moltschanow Franko Škugor            | 6:3, 7:5            |
| 2014                         | Sjarhej Betau (1) Aljaksandr Bury     | Nicolás Barrientos Stanislaw Wowk          | 6:76, 7:61, [10:3]  |
| 2013                         | Farrux Doʻstov Malek Jaziri           | Ilija Bozoljac Roman Jebavý                | 6:3, 6:3            |
| 2012                         | Raven Klaasen (3) Izak van der Merwe  | Sanchai Ratiwatana Sonchat Ratiwatana      | 6:3, 6:4            |
| 2011                         | John Paul Fruttero Raven Klaasen (2)  | Im Kyu-tae Danai Udomchoke                 | 6:0, 6:3            |
| 2010                         | Brendan Evans Toshihide Matsui        | Gong Maoxin Li Zhe                         | 3:6, 6:3, [10:8]    |
| 2009                         | Pawel Tschechow Alexei Kedrjuk        | Pierre-Ludovic Duclos Aisam-ul-Haq Qureshi | 4:6, 6:3, [10:5]    |
| 2008                         | Konstantin Krawtschuk Łukasz Kubot    | Alexander Krasnoruzki Vaja Uzoqov          | 6:4, 6:1            |
| 2007                         | Daniel Brands John Paul Fruttero      | Lukáš Rosol Martin Slanar                  | 7:61, 7:5           |
| 2006                         | Sanchai Ratiwatana Sonchat Ratiwatana | Alexei Kedrjuk Orest Tereschtschuk         | 6:77, 7:63, [14:12] |
| 2005                         | Murod Inoyatov Denis Istomin          | Lu Yen-hsun Danai Udomchoke                | 6:1, 6:3            |
| 2004                         | Raven Klaasen (1) Jean-Julien Rojer   | Harsh Mankad Aisam-ul-Haq Qureshi          | 6:3, 6:1            |
| 2003                         | Justin Bower Aisam-ul-Haq Qureshi     | Alexei Kedrjuk Orest Tereschtschuk         | 3:6, 7:60, 6:4      |
| 2002                         | Rik De Voest Dirk Stegmann            | Tuomas Ketola Aisam-ul-Haq Qureshi         | 6:3, 7:5            |
| 2001                         | Rik De Voest Igor Kunizyn             | Simon Larose Michael Tebbutt               | 6:1, 6:74, 6:3      |
| 2000                         | Jonathan Erlich Lior Mor              | Daniel Melo Alexandre Simoni               | 6:4, 6:0            |
| 1997–1999: nicht ausgetragen |                                       |                                            |                     |
| 1996                         | Mahesh Bhupathi Leander Paes          | Geoff Grant Maurice Ruah                   | 6:3, 7:6            |